# 삼천포중앙고등학교
삼천포중앙고등학교(三千浦中央高等學校)는 대한민국 경상남도 사천시 벌리동에 있는 공립 고등학교이다.

## 학교 연혁
- 1991년 1월 12일 : 학교 설립 인가 (남녀공학 학년별 5학급, 총 15학급)
- 1991년 3월 1일 : 개교
- 1991년 5월 3일 : 개교기념식
- 1994년 1월 19일 : 본관 건물 준공
- 1994년 2월 15일 : 제1회 졸업장 수여식 (졸업생 228명)
- 2004년 11월 23일 : 별관 건물(체육관, 급식소) 신축
- 2021년 3월 1일 : 제18대 김언근 교장 부임
- 2022년 12월 23일 : 제30회 졸업장 수여식(졸업생 119명, 누계 5,055명)
- 2023년 3월 6일 : 입학식(입학생 120명)

## 참고 자료
- 삼천포중앙고등학교 - 한국교육학술정보원 학교알리미